# 가쓰자키 고세이
가쓰자키 고세이(勝崎耕世, 1965년 9월 8일~)는 일본의 야구 지도자로 전 KBO 리그 롯데 자이언츠의 트레이닝 코치이다. 현재 일본 프로 야구의 주니치 드래건스 1군 컨디셔닝 코치를 맡고 있다.

## 출신 학교
- 아이치현립미요시고등학교
- 니혼체육대학 학사
- UCLA
- 니혼체육대학대학원